# Al' Dino
Al' Dino (Jajce, 21. ožujka 1970. kao Aldin Kurić) je bosanskohercegovački kantautor zabavne i etno-pop glazbe.
Djetinjstvo provodi u Jajcu, gdje završava osnovnu i srednju glazbenu školu,. U svojoj petoj godini života uči svirati gitaru, a slijede harmonika, klavir i na koncu bas. Pjevati je počeo tek u srednjoj školi. Jedan je od predstavnika novog pravca u bosanskohercegovačkoj zabavnoj i pop glazbi, koji uz klasični šlagerski aranžman uključuje etno-pop prizvuk bosanskohercegovačkog i balkanskog podneblja. Nekoliko se puta predstavljao na domaćim festivalima, a par puta učestvovao je i na nacionalnom Izboru za Pjesmu Eurovizije u Sarajevu. 
Oženjen je i ima tri sina. Živi u Sarajevu.

## Diskografija
- Sve ti opraštam (2000.)
- Na drugoj adresi (2003.)
- Kopriva (2005.)
- Stariji (2008.)
- Zavjet ljubavi (2011.)